# Ajagut

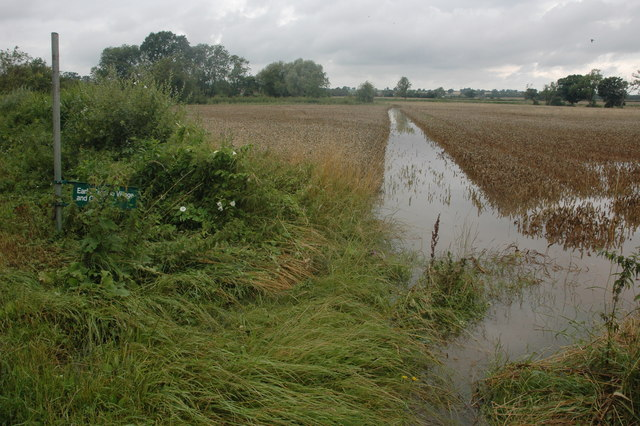
Camp de cereals ajagut per la pluja

L'ajagut és quan els cereals vinclen la seva tija. És un fenomen que acostuma a ser degut a l'excés de nitrogen unit a altes precipitacions i vents forts.
Si l'ajagut passa en la fase herbàcia abans de la floració aquesta ocorre en condicions defectuoses si passa després de florir el gra resta petit i malformats. La sega del cereal ajagut es fa difícil.
En general, l'ordi és més sensible a l'ajagut que el blat.
Per combatre l'ajagut es fan servir varietats de tija (palla) curta.